# Berts bästa betraktelser
Berts bästa betraktelser är soundtrackalbumet till TV-serien Bert från 1994, och utgavs samma år av Änglatroll på CD och kassett. Sångerna sjungs av vad som i Berts universum är Bert Ljung och övriga medlemmar i det fiktiva källarbandet Heman Hunters. Bert läser även ur sin dagbok.

## Omslag
Omslaget med Heman Hunters är i stort sett samma som på kassettbandet för "Berts januaribetraktelser".

## Spårlista
1. Bert på Jamaica
2. Jamaican Man (musik)
3. Heman Hunters och lyxbjudningen
4. Take the Night (musik)
5. Mormors gamla skiva
6. Är det så här när man är kär när man är liten (musik)
7. Bert och Lill-Babs
8. Älskade ängel (musik)
9. Moppe-Feber
10. Moppe (musik)
11. Tävlingen
12. Snoppmätartävling (musik)
13. Den gamla pappan
14. Ett liv (musik)
15. En äcklig grabb
16. Svettlöken Åke (musik)
17. Åkes misslyckade flört
18. Dra åt helvete
19. I ett omklädningsrum
20. Borra bra (musik)
21. Friluftsliv
22. Kaubåj (musik)
23. Ett mänskligt experiment
24. Bananen Boris (musik)
25. Peruken
26. Spanska röven (musik)